# Hemiclepsis guangdongensis
Hemiclepsis guangdongensis (лат.) — вид плоских пиявок (Glossiphoniidae).

## Название
Видовой эпитет guangdongensis указывает на место нахождения вида при описании — провинцию Гуандун (англ. Guangdong) в Китае.

## Описание
Общая длина Hemiclepsis guangdongensis составляет 16—25 мм, ширина 6—9 мм. Тело листообразное, уплощённое в спинно-брюшном направлении, эллиптическое. Передняя часть тела (первые 10 колец) отделена от остального тела более узкой перетяжкой, образуя подобие «головки».
От других видов рода Hemiclepsis отличается наличием единственной пары глаз на IV сегменте, большим количеством сосочков неправильной формы на спинной стороне тела. Тело разделено на 67 колец. Желудок с 10 парами карманов, самая передняя пара маленького размера.
Гермафродиты. Имеются семенной и яйцевой мешки. Мужское и женское половые отверстия (гонопоры) разделены 2 кольцами (мужская гонопора расположена между 24 и 25 кольцами (XI сегмент), женская — между 26 и 27 кольцами (XII сегмент). Семенников 6 пар.

## Образ жизни
Эктопаразит. Питается кровью амбоинской шарнирной черепахи (Cuora amboinensis), найдена на её коже.

## Распространение
Известна исключительно по находкам в бассейне Жемчужной реки на юго-востоке Китая в городе Гуанчжоу. Возможно, является эндемичной для этого региона.